# Chris Sanders

Chris Sanders signatur.

Christopher Michael "Chris" Sanders, född 12 mars 1962 i Colorado Springs i Colorado, är en amerikansk animatör, filmregissör, manusförfattare, producent, illustratör och röstskådespelare. Bland hans mest kända verk märks filmerna Lilo & Stitch, Draktränaren, Croodarna och The Call of the Wild – Skriet från vildmarken. De två förstnämnda filmerna har han skrivit och regisserat tillsammans med kollegan Dean DeBlois, samt att han även medverkar som röstskådespelare i den förstnämnda filmen (i rollen som Stitch).
Sanders är gift med Jessica Steele-Sanders. Makarna ska, enligt Dan Povenmire (en av skaparna till TV-serien Phineas & Ferb), ha en dotter tillsammans vid namn Nicole.

## Filmografi (i urval)
- 1992 – Aladdin (manus)
- 1994 – Lejonkungen (manus och produktionsdesign)
- 1998 – Mulan (manus och röst)
- 1999 – Tarzan (röst)
- 2002 – Lilo & Stitch (regi, manus och röst)
- 2003 – Stitch! – Experiment 626 (röst)
- 2003–2006 – Lilo & Stitch (TV-serie) (röst)
- 2004 – Lejonkungen 3 – Hakuna Matata (röst)
- 2005 – Lilo & Stitch 2 (röst)
- 2006 – Leroy & Stitch (röst)
- 2010 – Draktränaren (regi och manus)
- 2013 – Croodarna (regi, manus och röst)
- 2014 – Pingvinerna från Madagaskar (röst)
- 2020 – The Call of the Wild – Skriet från vildmarken (regi)
- 2020 – Croodarna 2: En ny tid (röst)
- 2024 – Den vilda roboten (regi och manus)